# Neresheim
Neresheim là một xã của Đức. Đô thị này thuộc huyện Ostalb, bang Baden-Württemberg, cự ly 16 kilômét (9,9 mi) về phía đông bắc Heidenheim, và 20 kilômét (12 mi) về phía đông nam của Aalen. Tậi đây có nhà nguyện Neresheim.